# Taekwondo tại Đại hội Thể thao Đông Nam Á 2019
Taekwondo tại Đại hội Thể thao Đông Nam Á năm 2019 được tổ chức từ ngày 7 đến ngày 9 tháng 12 năm 2019 tại Ninoy Aquino Stadium, thuộc Rizal Memorial Sports Complex, quận Malate, Manila, Philippines.
Chương trình thi đấu gồm hai nội dung chính:
Poomsae (biểu diễn quyền)
- Cá nhân nam, cá nhân nữ, đôi nam, đôi nữ, đôi nam–nữ và đồng đội.

Kyorugi (đối kháng)
- Nam: 54 kg, 58 kg, 63 kg, 68 kg, 74 kg, 80 kg và trên 87 kg.
- Nữ: 46 kg, 49 kg, 53 kg, 57 kg, 62 kg, 67 kg và trên 73 kg .

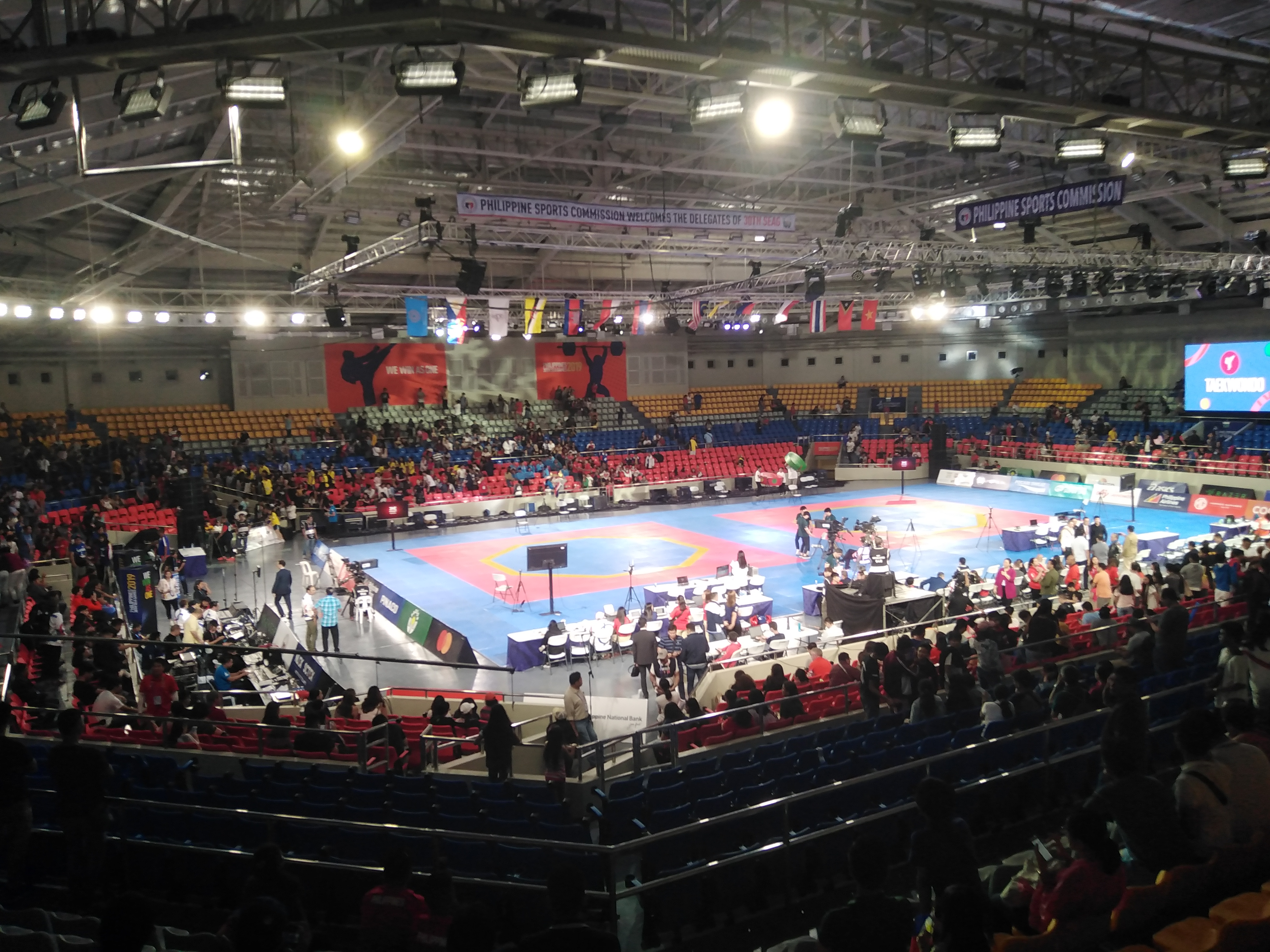
Sân vận động Ninoy Aquino là địa điểm tổ chức môn taekwondo tại Đại hội Thể thao Đông Nam Á năm 2019.

## Quốc gia tham dự
Tổng cộng có 24 vận động viên đến từ 9 quốc gia tham dự (số lượng vận động viên của từng quốc gia được ghi trong dấu ngoặc đơn).
- Campuchia (2)
- Indonesia (2)
- Lào (1)
- Malaysia (4)
- Philippines (9)
- Singapore (1)
- Thái Lan (2)
- Đông Timor (1)
- Việt Nam (2)

## Bảng huy chương
| Hạng                | Đoàn                | Vàng | Bạc | Đồng | Tổng số |
| ------------------- | ------------------- | ---- | --- | ---- | ------- |
| 1                   | Philippines (PHI)   | 8    | 9   | 4    | 21      |
| 2                   | Thái Lan (THA)      | 7    | 3   | 6    | 16      |
| 3                   | Việt Nam (VIE)      | 5    | 2   | 7    | 14      |
| 4                   | Malaysia (MAS)      | 1    | 2   | 5    | 8       |
| 5                   | Campuchia (CAM)     | 1    | 2   | 1    | 4       |
| 6                   | Indonesia (INA)     | 0    | 2   | 8    | 10      |
| 7                   | Đông Timor (TLS)    | 0    | 1   | 3    | 4       |
| 8                   | Singapore (SGP)     | 0    | 1   | 0    | 1       |
| 9                   | Myanmar (MYA)       | 0    | 0   | 4    | 4       |
| 10                  | Lào (LAO)           | 0    | 0   | 2    | 2       |
| Tổng số (10 đơn vị) | Tổng số (10 đơn vị) | 22   | 22  | 40   | 84      |

## Tóm tắt kết quả

### Biểu diễn
| Nội dung                          | Vàng                                                                                            | Bạc | Đồng |
| --------------------------------- | ----------------------------------------------------------------------------------------------- | --- | --- |
| Cá nhân nam biểu diễn tự do       | Jeordan Dominguez · Philippines                                                                 | Nguyễn Ngọc Minh Hy · Việt Nam                                                                                       | Wawan Saputra · Indonesia                                                                                              |
| Cá nhân nam biểu diễn tự do       | Jeordan Dominguez · Philippines                                                                 | Nguyễn Ngọc Minh Hy · Việt Nam                                                                                       | Phone Thet Naing · Myanmar                                                                                             |
| Cá nhân nữ biểu diễn tự do        | Nguyễn Thị Mộng Quỳnh · Việt Nam                                                                | Janna Dominique Oliva · Philippines                                                                                  | Sakuna Laosoongnearn · Thái Lan                                                                                        |
|                                   |                                                                                                 | | |
| Đồng đội hỗn hợp biểu diễn tự do  | Việt Nam · Châu Tuyết Vân · Hứa Văn Huy · Nguyễn Ngọc Minh Hy · Nguyễn Thị Lệ Kim · Trần Hồ Duy | Philippines · Juvenile Faye Crisostomo · Marvin Mori · Patrick King Perez · Darius Venerable · Janna Dominique Oliva | Indonesia · Evelyna Melinda · Ibnu Muhammad · Abdul Rahman Darwin · Wawan Saputra · Ruhil                              |
| Đồng đội hỗn hợp biểu diễn tự do  | Việt Nam · Châu Tuyết Vân · Hứa Văn Huy · Nguyễn Ngọc Minh Hy · Nguyễn Thị Lệ Kim · Trần Hồ Duy | Philippines · Juvenile Faye Crisostomo · Marvin Mori · Patrick King Perez · Darius Venerable · Janna Dominique Oliva | Thái Lan · Kotchawan Chomchuen · Thanapat Bompenthomnumsuk · Thunsinee Mookda · Chawalit Khopana · Pichamon Limpaiboon |
|                                   |                                                                                                 | | |
| Cá nhân nam biểu diễn tiêu chuẩn  | Rodolfo Reyes Jr. · Philippines                                                                 | Pattarapong Sengmueang · Thái Lan                                                                                    | Sun Shine · Myanmar |
| Cá nhân nam biểu diễn tiêu chuẩn  | Rodolfo Reyes Jr. · Philippines                                                                 | Pattarapong Sengmueang · Thái Lan                                                                                    | Augustine Rudy Grocer · Malaysia                                                                                       |
| Cá nhân nữ biểu diễn tiêu chuẩn   | Jocel Lyn Ninobla · Philippines                                                                 | Ornawee Srisahakit · Thái Lan                                                                                        | Lê Trần Kim Uyên · Việt Nam                                                                                            |
| Cá nhân nữ biểu diễn tiêu chuẩn   | Jocel Lyn Ninobla · Philippines                                                                 | Ornawee Srisahakit · Thái Lan                                                                                        | Rachmania Gunawan Putri · Indonesia                                                                                    |
|                                   |                                                                                                 | | |
| Đồng đội nam biểu diễn tiêu chuẩn | Philippines · Dustin Jacob Mella · Raphael Enrico Mella · Rodolfo Reyes Jr.                     | Việt Nam · Lê Thanh Trung · Nguyễn Thiên Phụng · Trần Tiến Khoa                                                      | Malaysia · Augustine Rudy Grocer · Jason Loo · Yong Jin Kun                                                            |
| Đồng đội nữ biểu diễn tiêu chuẩn  | Thái Lan · Ornawee Srisahakit · Kotchawan Chomchuen · Phenkanya Phaisankiattikun                | Philippines · Rinna Babanto · Aidaine Krishia Laxa · Jocel Lyn Ninobla                                               | Việt Nam · Lê Trần Kim Uyên · Ngô Thị Thùy Dung · Nguyễn Thị Kim Hà                                                    |
| Đồng đội nữ biểu diễn tiêu chuẩn  | Thái Lan · Ornawee Srisahakit · Kotchawan Chomchuen · Phenkanya Phaisankiattikun                | Philippines · Rinna Babanto · Aidaine Krishia Laxa · Jocel Lyn Ninobla                                               | Indonesia · Defia Rosmaniar · Rachmania Gunawan Putri · Ruhil                                                          |
| Đôi nam nữ biểu diễn tiêu chuẩn   | Malaysia · Jason Loo · Nurul Hidayah Karim                                                      | Philippines · Dustin Jacob Mella · Rinna Babanto                                                                     | Thái Lan · Pattarapong Sengmueang · Phenkanya Phaisankiattikun                                                         |
| Đôi nam nữ biểu diễn tiêu chuẩn   | Malaysia · Jason Loo · Nurul Hidayah Karim                                                      | Philippines · Dustin Jacob Mella · Rinna Babanto                                                                     | Indonesia · I Kadek Dwipayana · Defia Rosmaniar                                                                        |

### Đối kháng nam
| Hạng cân            | Vàng                              | Bạc                               | Đồng                                 |
| ------------------- | --------------------------------- | --------------------------------- | ------------------------------------ |
| Finweight 54 kg     | Kurt Barbosa · Philippines        | Reinaldy Atmanegara · Indonesia   | Lobo Bonifacio Da Silva · Đông Timor |
| Finweight 54 kg     | Kurt Barbosa · Philippines        | Reinaldy Atmanegara · Indonesia   | Hoàng Đức Anh · Việt Nam             |
| Flyweight 58 kg     | Ramnarong Sawekwiharee · Thái Lan | Ng Ming Wei · Singapore           | Dex Ian Chavez · Philippines         |
| Flyweight 58 kg     | Ramnarong Sawekwiharee · Thái Lan | Ng Ming Wei · Singapore           | Muhammad Bassam Raihan · Indonesia   |
| Bantamweight 63 kg  | Nareupong Thepsen · Thái Lan      | Ahmad Nor Rakib · Malaysia        | Phạm Đăng Quang · Việt Nam           |
| Bantamweight 63 kg  | Nareupong Thepsen · Thái Lan      | Ahmad Nor Rakib · Malaysia        | Kurt Pajuelas · Philippines          |
| Featherweight 68 kg | Lakchai Hauihongthong · Thái Lan  | Arven Alcantara · Philippines     | Somsanouk Phommavanh · Lào           |
| Featherweight 68 kg | Lakchai Hauihongthong · Thái Lan  | Arven Alcantara · Philippines     | Nguyễn Văn Duy · Việt Nam            |
| Lightweight 74 kg   | Dave Cea · Philippines            | Nutthawee Klompong · Thái Lan     | Lý Hồng Phúc · Việt Nam              |
| Lightweight 74 kg   | Dave Cea · Philippines            | Nutthawee Klompong · Thái Lan     | Syafiq Zuber · Malaysia              |
| Welterweight 80 kg  | Samuel Morrison · Philippines     | Joshua Amirul Abdullah · Malaysia | Kyaw Min Naing · Myanmar             |
| Heavyweight +87 kg  | Nattapat Tantramart · Thái Lan    | Kristopher Uy · Philippines       | Rizky Anugrah Prasetyo · Indonesia   |
| Heavyweight +87 kg  | Nattapat Tantramart · Thái Lan    | Kristopher Uy · Philippines       | Luqman Hakim Suhaimi · Malaysia      |

### Đối kháng nữ
| Hạng cân            | Vàng                               | Bạc                                | Đồng                                            |
| ------------------- | ---------------------------------- | ---------------------------------- | ----------------------------------------------- |
| Finweight 46 kg     | Julanan Khantikulanon · Thái Lan   | Ana Da Costa Da Silva · Đông Timor | Un Pich Chornai · Campuchia                     |
| Finweight 46 kg     | Julanan Khantikulanon · Thái Lan   | Ana Da Costa Da Silva · Đông Timor | Veronica Graces · Philippines                   |
| Flyweight 49 kg     | Panipak Wongpattanakit · Thái Lan  | Rheza Aragon · Philippines         | Julius Dhaysi Oo · Myanmar                      |
| Flyweight 49 kg     | Panipak Wongpattanakit · Thái Lan  | Rheza Aragon · Philippines         | Rosa Luisa Dos Santos · Đông Timor              |
| Bantamweight 53 kg  | Trần Thị Ánh Tuyết · Việt Nam      | Mariska Halinda · Indonesia        | Baby Jesicca Canabal · Philippines              |
| Bantamweight 53 kg  | Trần Thị Ánh Tuyết · Việt Nam      | Mariska Halinda · Indonesia        | Phannapa Harnsujin · Thái Lan                   |
| Featherweight 57 kg | Pauline Louise Lopez · Philippines | Aliza Chhoeung · Campuchia         | Imbrolia De Araujo Dos Reis Amorin · Đông Timor |
| Featherweight 57 kg | Pauline Louise Lopez · Philippines | Aliza Chhoeung · Campuchia         | Vipawan Siripornpermsak · Thái Lan              |
| Lightweight 62 kg   | Phạm Thị Thu Hiền · Việt Nam       | Casandre Nicole Tubbs · Campuchia  | Thanyanit Phuthanatwarin · Thái Lan             |
| Lightweight 62 kg   | Phạm Thị Thu Hiền · Việt Nam       | Casandre Nicole Tubbs · Campuchia  | Shaleha Fitriana Yusuf · Indonesia              |
| Welterweight 67 kg  | Bạc Thị Khiêm · Việt Nam           | Laila Delo · Philippines           | Nur Aqilah Suhaimi · Malaysia                   |
| Welterweight 67 kg  | Bạc Thị Khiêm · Việt Nam           | Laila Delo · Philippines           | Sonesavanh Sirimanotham · Lào                   |
| Heavyweight +73 kg  | Sorn Seavmey · Campuchia           | Kirstie Alora · Philippines        | Lâm Thị Hà Thanh · Việt Nam                     |